# Altenglischer Kämpfer
Der Altenglische Kämpfer (engl.: Old English Game) ist eine der ältesten europäischen Hühnerrassen und gilt als die ureigenste englische Rasse.

## Beschreibung
Diese Rasse wurde in England für Hahnenkämpfe aus den von den Römern mitgebrachten Kampfhühnern, die wiederum Abkömmlinge von Malaien waren, gezüchtet. Obwohl der altenglische Kämpfer eigentlich ein reines Sporthuhn mit einer geringen Legeleistung ist, wurde diese Hühnerrasse trotz des Verschwindens der Hahnenkämpfe aus Europa seit 1850 auch für Ausstellungen gezüchtet. Die Rasse ist im Vereinigten Königreich und Deutschland gut verbreitet.
Der Altenglische Kämpfer ist landhuhnartig und sehr muskulös. Die Muskeln und das Gefieder sind fest. Der Beinwinkel zwischen Unterschenkel und Lauf ist typisch. Die Rasse ist einfachkämmig, wobei in England oft die Kämme und Kehllappen kupiert werden. Es gibt auch Schläge mit Schopf oder als Kaulhuhn.
Die Rasse ist robust, sie widersteht harten Umweltbedingungen bestens, und in der Haltung unkompliziert. Jedoch sind die Tiere, auch die Hennen, sehr kampflustig. Daher sollten Änderungen an der Gruppenzusammensetzung (Stamm) vermieden werden. Fremde Tiere in einen Stamm zu integrieren ist schwierig. Die Hennen sind in der Regel sehr gute Glucken. Altenglische Kämpfer sollten möglichst mit freien Wiesenauflauf gehalten werden, da die Bewegung der Bildung der Brustmuskulatur gut tut.
Der Fleischertrag ist im Gegensatz zum Eierertrag gut.
Tiere mit Schopf sind in allen Farbschlägen anerkannt.

## Zwergform
Die Zwergform des Altenglischen Kämpfers ist vor allem in Deutschland verbreitet. Sie verkörpert den Rassetyp besser als die Normalform und neigt bei Überfütterung leicht zum Verfetten. Der Hahn wiegt 750 Gramm und die Henne 650 Gramm. Die Legeleistung beträgt 90 Eier mit gelblicher Schale und einem Gewicht von 30 Gramm.

## Belege
1. ↑  Walter Schwarz und Armin Six, S. 13ff.
2. ↑  Walter Schwarz und Armin Six, S. 11
3. ↑  Walter Schwarz und Armin Six, S. 12.
4. ↑  Schmidt und Proll, S. 8.
5. ↑  Walter Schwarz und Armin Six, S. 13.